# 111 West 57th Street
111 West 57th Street (auch als Steinway Tower bekannt) ist ein 435 Meter hoher Super-Wolkenkratzer in Manhattan in New York City. Ende September 2012 wurde das Projekt erstmals der Öffentlichkeit vorgestellt und nach einer sechsjährigen Bauzeit 2021 fertiggestellt.

## Beschreibung
Der Wohnturm 111 West 57th Street befindet sich in Midtown Manhattan an der 57th Street wenige Meter westlich der Sixth Avenue direkt an der bekannten Steinway Hall, mit der er eine Einheit bildet. Der Turm ist Teil der Billionaires’ Row, einer Reihe von neuerbauten Wolkenkratzern entlang der 57th und 58th Street, darunter der One57 (306 Meter), der Central Park Tower (472 Meter), der 220 Central Park South (290 Meter) und der 432 Park Avenue (426 Meter).
111 West 57th Street ist 435,3 Meter (1428 Fuß) hoch und besitzt 84 nutzbare Stockwerke. Entworfen wurde es vom Architektenbüro SHoP Architects, die unter anderem den The Brooklyn Tower und das Barclays Center in Brooklyn konzipierten. Eine Besonderheit stellt die Architektur des Wolkenkratzers dar: Mit einem Breiten-Höhen-Verhältnis von 1:24 ist der Turm aktuell das schlankeste Gebäude auf der Welt. Der Wolkenkratzer hat eine Glasfassade mit Pfeilern aus wellenförmigen Terrakotta und sehr kurze gefiederte Rücksprünge auf der Südseite. An der Basis ist die 16-stöckige denkmalgeschützte Steinway Hall in das Projekt integriert worden. Sie war eine ehemalige Niederlassung von Steinway & Sons, die von Warren & Wetmore entworfen und 1925 fertiggestellt wurde. Die Steinway Hall, die ursprünglich die Adresse 111 West 57th Street trug, ist im Rahmen der Errichtung des Wolkenkratzers restauriert worden und beherbergt seitdem Wohnungen.
Die Bewohner haben einen unverbauten Blick auf den Central Park sowie auf Midtown. Es sind insgesamt 60 Wohnungen, davon 14 in der Steinway Hall und 46 im Tower (laut Liste der Geschossnutzungen im nächsten Absatz sind es 62 Wohneinheiten im Tower). Das Gebäude bietet eine private Hofeinfahrt, eine Lobby mit restauriertem Holz von der Steinway Hall, ein Fitnesscenter mit einer Mezzanin-Terrasse, ein 25-Meter-Sportschwimmbecken, separate Sauna- und Spa-Behandlungsräume sowie eine Bewohnerlounge mit weitläufiger Terrasse.
Folgende Geschossnutzung ist vorhanden:
(Die Etagen 51, 71 und 86 sind offen, um den Wind durchzulassen und so die Windlast zu reduzieren.)
- Etagen 1–9: Lobby, Einzelhandel und Abstellräume
- Etagen 10–16: Wohnungen zum Steinway Building gehörig
- Etagen 17–63: 1 Wohneinheit pro Geschoss, Etage 51: offen (= 46 Wohneinheiten)
- Etagen 64–70: 2 Wohneinheiten pro Geschoss (= 14 WE)
- Etage 71: offen
- Etagen 72–80: 2 je viergeschossige Penthouses (= 2 WE)
- Etagen 81–84: Mechanisches Equipment
- Etagen 85–90: Schwingungstilger
- Etagen 91–95: offen

DOB (Department of Buildings – NYC) Dokumente wurden 2015 eingereicht, Ende Juni 2015 wurde bekannt, dass die Finanzierung des Turms gesichert ist, der Bau des Gebäudes begann am 8. Juli 2015, im April 2019 fand nach Erreichung der endgültigen Höhe das Richtfest statt. Das Gebäude wurde 2021 fertiggestellt und die Eröffnung von 111 West 57th Street fand im April 2022 statt. 

### Galerie

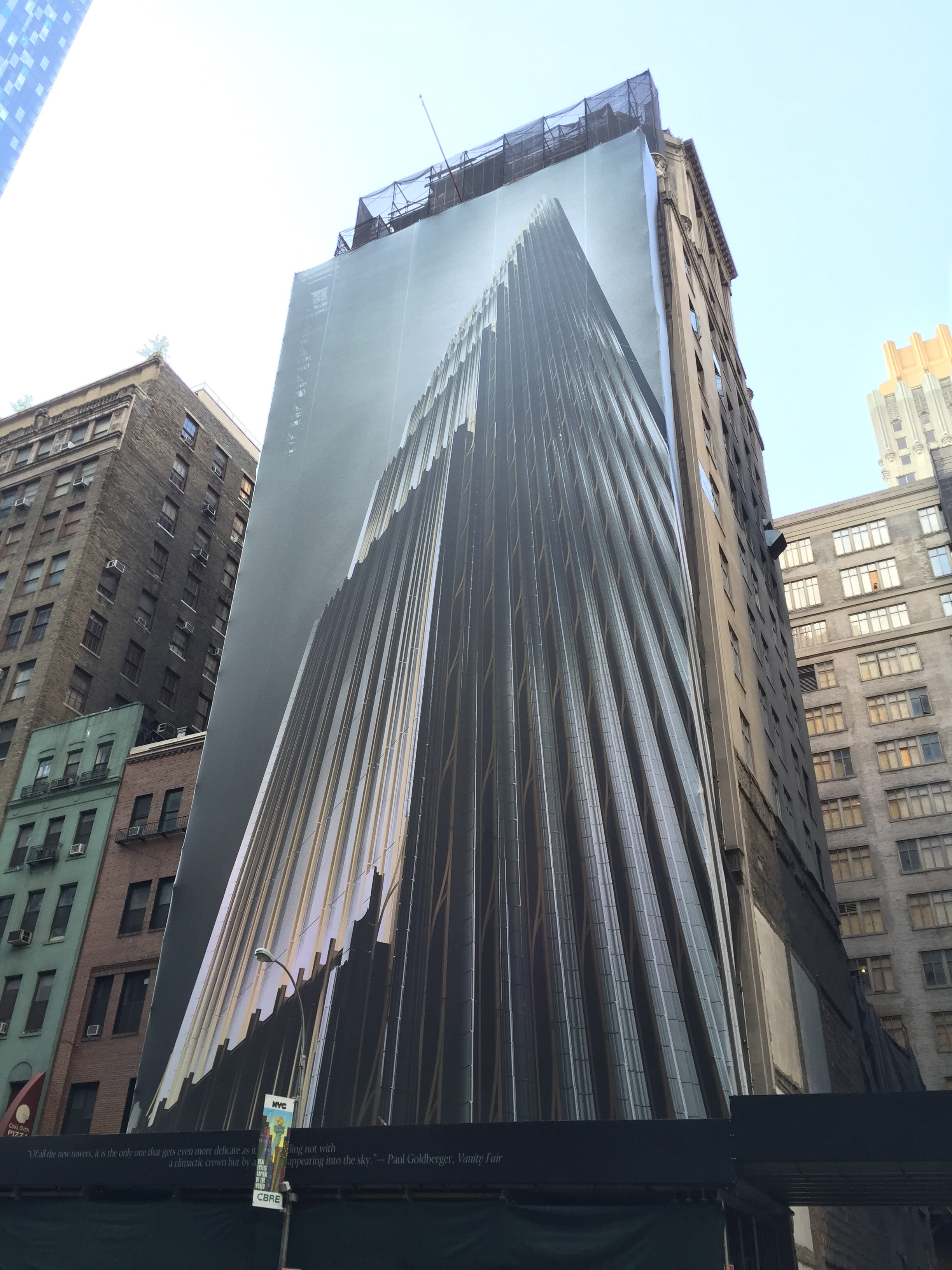
Steinway Hall während der Sanierung am 9. Juni 2015
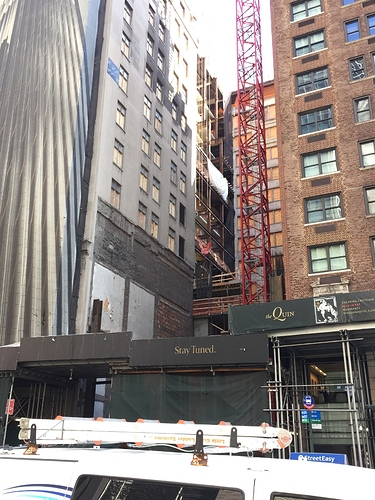
Bauphase am 24. Juni 2016
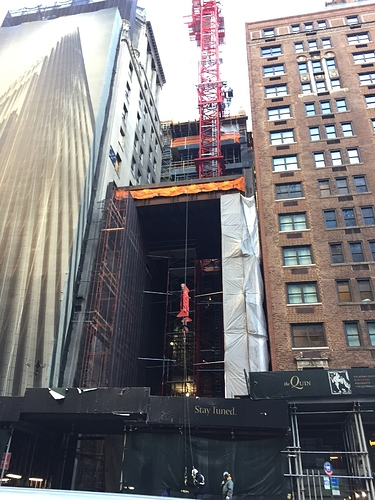
Der Turm am 11. Januar 2017
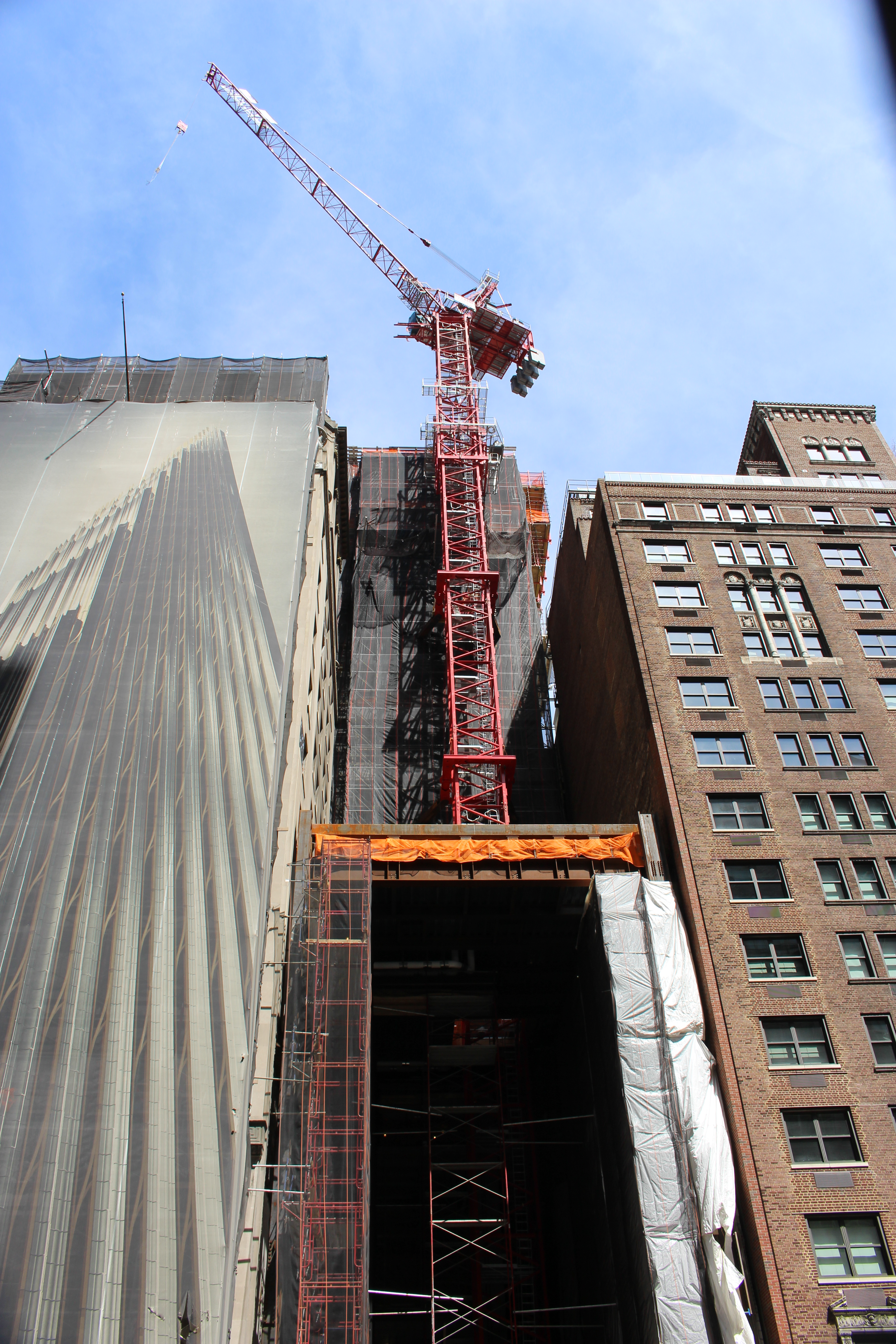
Baufortschritt am 10. April 2017
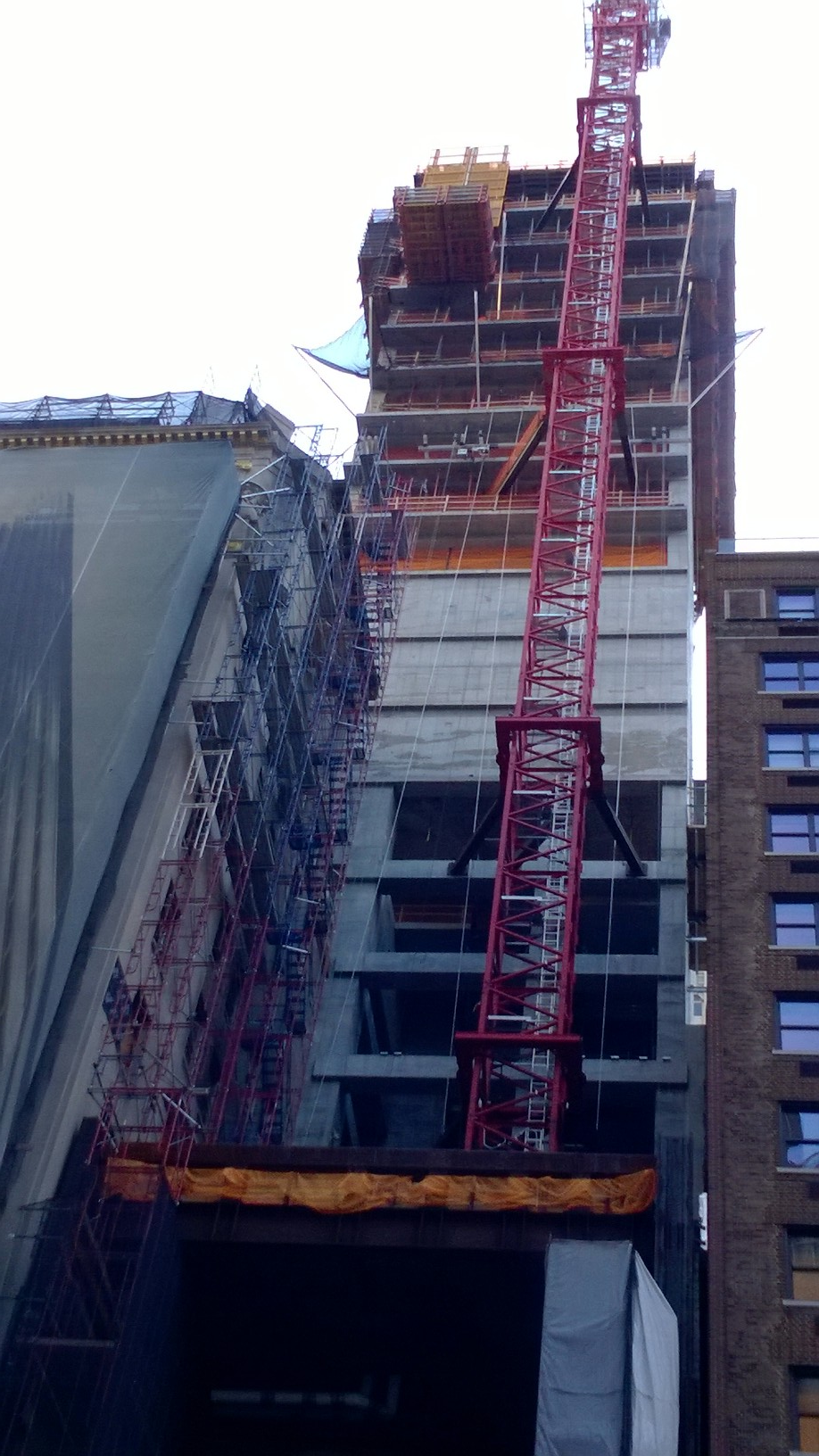
Der Steinway Tower am 24. Juli 2017
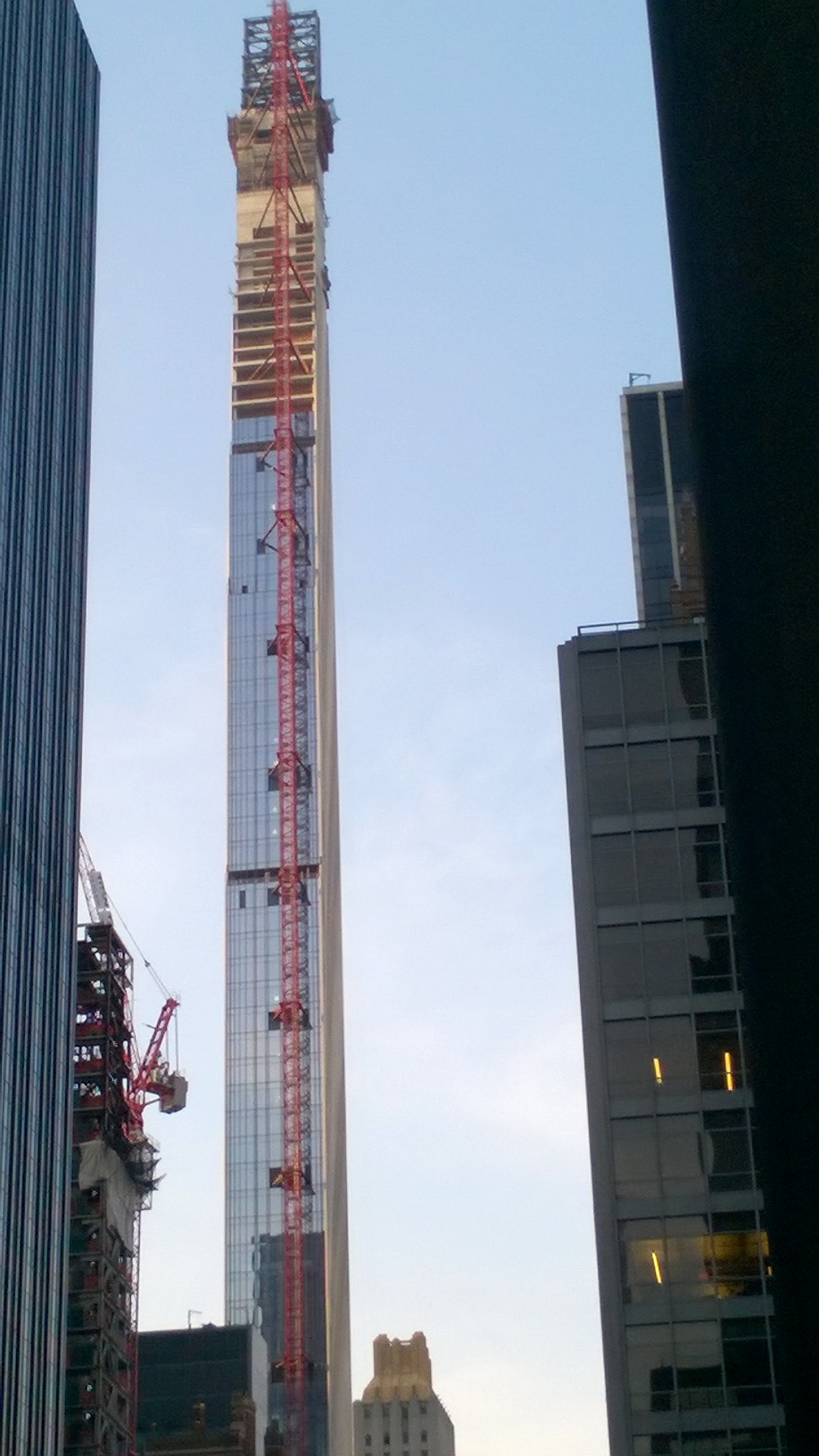
Der Turm nach Erreichen der Endhöhe von der Sixth Avenue aus am 19. Juli 2019
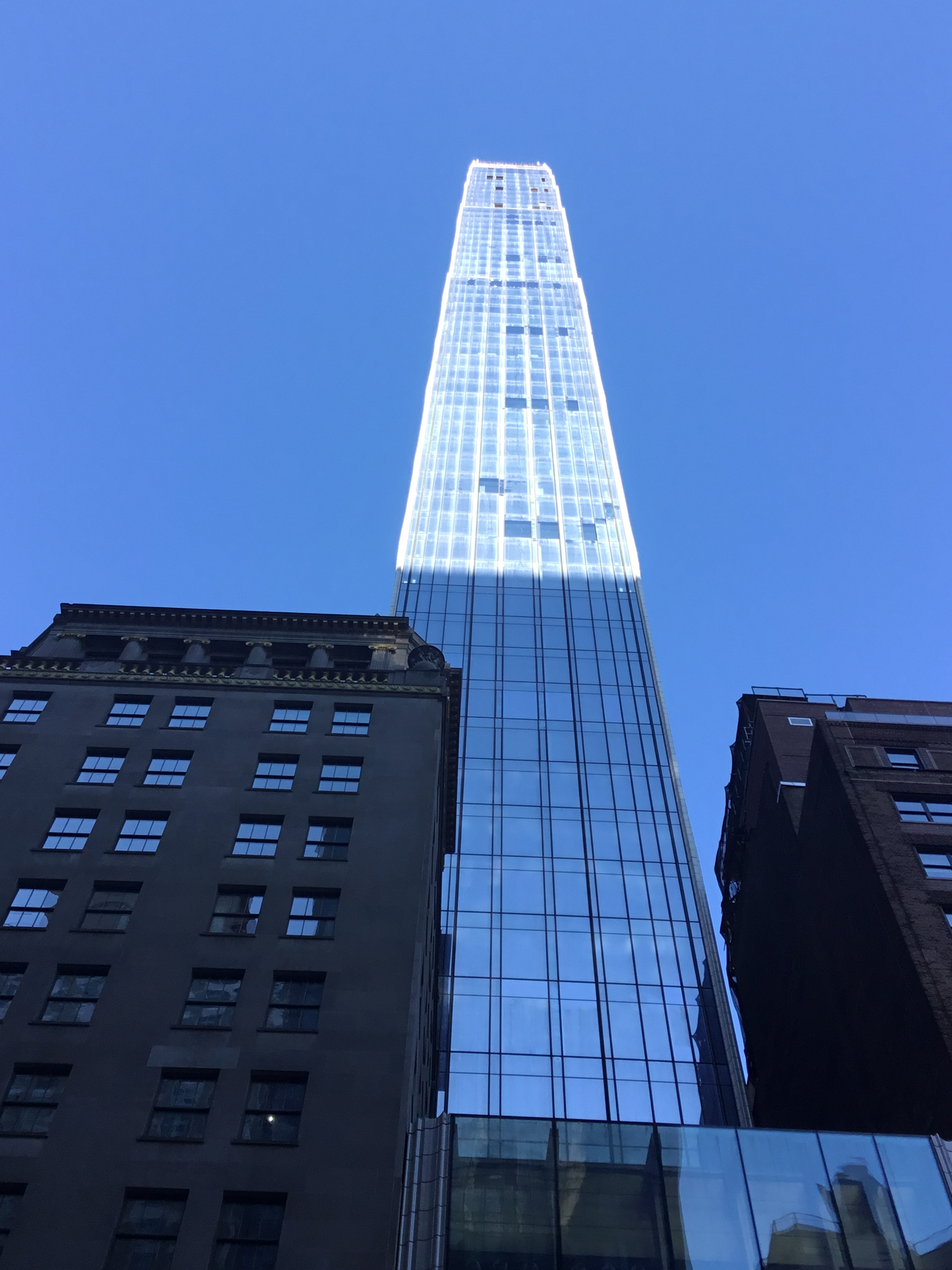
Steinway Hall (links) und Tower am 19. November 2021